# Lerbäcksgöken
Lerbäcksgöken är en skönlitterär bok skriven av Helmer Furuholm 1977. 

## Handling
Den utspelar sig i början av 1800-talet och handlar om nykterhetsivraren Carl Jansson från Lerbäcks socken i Närke. Carl möter genom romanen både fiktiva och historiska personer. Efter ett möte med skolmästare Palmqvist i Stora Mellösa, beger sig Carl ut på en vandring till den omtalade prästen Sellergren i Hälleberga. På sin vandring stöter han på människor som predikar Guds ord utan att vara prästvigda, bl.a. möter han Carl Otto Engström från Älgarås som har skrivit egna sånger som han samlat under namnet Sions Harpa. I Västergötland träffar han människor som samlas för att lyssna till Ropare. Carl blir gripen av att vanligt enkelt folk kan tala inför en åhörarskara, men han är skeptisk till kulturen som bildas i denna rörelse. Efter att ha varit på vandring i drygt ett år vänder han tillbaka till sin bror och föräldrar på gården i Tillefärd. Åter i hembygden startar han tillsammans med sin bror Gustaf en Nykterhetsförening. Under fem års tid växer föreningen till att omfatta fyrahundra personer. På föreningens möten läser Carl ur ett traktat om nykterhet av Carl von Linné. Han läser även från en postilla och ur Bibeln. Carl predikar också med egna ord och i föreningen talas mycket om andlig väckelse. Efter noggrant övervägande samlas gruppen utomhus för eget nattvardsfirande. En sådan samling var strängt förbjudet i Konventikelplakatet. 
Carl blir kallad av domkapitlet av infinna sig till förhör hos biskopen i Strängnäs. Där blir han ålagd att inte längre samla folk omkring sig. Han böjer sig inför överheten och försöker leva ett stilla liv på gården. Han gifter sig och de får en dotter, men Carl är inte tillfreds. I de sista kapitlen av boken flyttar familjen till en gård i norra Östergötland, där han på nytt börjar samla folk kring nykterhetsfrågan och bibelläsning.
I Lerbäck finns också Gustaf Wilhelm Müntzing som tjänstgör som skolpräst. Han blir med tiden alltmer intresserad av väckelserörelsen och predikar ofta i samlingar och möten. 